# Copa Gagarin

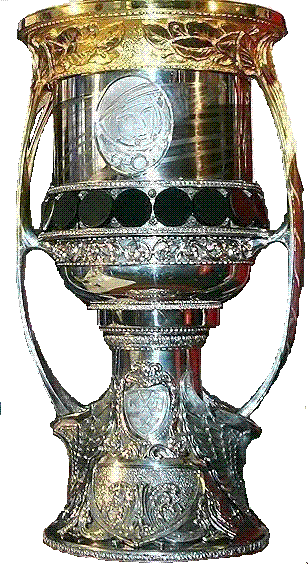
Troféu da Copa

A Copa Gagarin (em russo:  Кубок Гагарина, Kubok Gagarina) é a fase final da Liga Continental de Hockey, (KHL), é a fase de playoffs do torneio que envolve 16 clubes em sistema mata-mata, após o término da temporada que é chamada de Copa Continental. O troféu é uma homenagem ao cosmonauta russo Yuri Gagarin, o primeiro humano no espaço. A homenagem é para que a final do torneio sempre caía no dia ou próximo a 12 de abril, que é o dia do aniversário do voo do cosmonauta.